# 溫常綬
溫常綬（1733年—1797年），字力古、印侯，号少华、補山，山西太原府太谷县人。乾隆庚辰举人，己丑进士。

## 生平
后任翰林院庶吉士、翰林院检讨，武英殿分校官，山东道监察御史，户科、兵科掌印给事中，掌京畿道監察御史，陕甘学政，乾隆四十五年庚子科浙江乡试副考官，嘉庆元年参加千叟宴。诰授中宪大夫，晉赠榮祿大夫。
著有《论语輯解》、《杜律详註》、《庄子註》。

## 家庭及关联
- 祖温士恭；
- 父温有裕；
- 嫡妻苏氏、繼妻杜氏、妾姚氏；
- 子温承惠，直隶总督；
- 堂侄温啟鹏，嘉庆己巳进士，内阁侍读学士；
- 孫温啟封，刑部浙江司郎中，著有《玉镜台词集》、《绿芸仙馆詩草》；
- 曾孙温忠翰，同治壬戌探花；
- 曾孙温忠彦，道光丁酉举人，内阁中书；
- 玄孙温紹棠，同治乙丑进士，内阁学士。[3]